# Tiole
Tiole, tioalkohole (ze starogreckiego: θεῖον (theion) = siarka; dawniej merkaptany; z łac. mercurium captans = wiążący rtęć) – grupa organicznych związków chemicznych, odpowiedników alkoholi, w których atom tlenu grupy hydroksylowej został zastąpiony atomem siarki. Do tioli należą między innymi:
- cysteina
- koenzym A
- β-merkaptoetanol (HO−CH2CH2−SH) oraz ditiotreitol, stosowane jako reduktory mostków dwusiarczkowych.

## Grupa tiolowa
Grupa tiolowa (−SH), inaczej sulfohydrylowa, jest analogiczna do grupy wodorotlenowej −OH, jednak z powodu niższej elektroujemności siarki względem tlenu wykazuje mniejszą polaryzację i, co za tym idzie, tworzy słabsze wiązania wodorowe. W związku z tym tiole mają niższą temperaturę wrzenia i gorzej rozpuszczają się w wodzie niż alkohole o porównywalnych masach cząsteczkowych (podobnie siarkowodór H2S w warunkach standardowych jest gazem, zaś H2O cieczą). 

## Właściwości
Wiele tioli to bezbarwne ciecze, mające zapach przypominający czosnek. Zapach jest silny i odpychający. Tiole wiążą się silnie z białkami skóry i są odpowiedzialne za silny, nieznośny zapach wydzieliny skunksa. Tiole celowo dodawało się do gazu ziemnego, który jest bezwonny, aby ułatwić jego wykrycie.
Mają właściwości kwasowe znacznie silniejsze niż alkohole, reagują z zasadami i niektórymi metalami, tworząc związki o charakterze soli.

## Nazewnictwo
- nazwa alkanu + (opcjonalne o jako łącznik) + końcówka -tiol[1], na przykład:
  - CH3SH – metanotiol
  - C2H5SH – etanotiol

- słowo „tioalkohol” (daw. „merkaptan”[1]) i przymiotnikowa nazwa łańcucha węglowego, na przykład:
  - CH3SH – tioalkohol metylowy (merkaptan metylowy)
  - C2H5SH – tioalkohol etylowy (merkaptan etylowy)

Nazwa „merkaptany” pochodzi z łacińskiego mercurium captans, czyli „wiążący rtęć”, ze względu na łatwość reakcji z jonami Hg2+, w efekcie której z roztworu wytrącają się nierozpuszczalne sole siarczkowe.
Przyrostek „-tiol” stosuje się tylko wtedy, gdy grupa tiolowa (−SH) ma najwyższą ważność. Jeśli występuje w związku wielofunkcyjnym jako grupa o niższej ważności, stosuje się przedrostek „sulfanylo-”, „merkapto-” lub „tiohydroksy-”. Według wytycznych IUPAC z roku 2013 zalecaną nazwą jest przedrostek „sulfanylo-”. Przykład: HO−CH2CH2−SH; jest to pochodna etanu podstawiona grupami −OH i −SH przy sąsiednich atomach węgla; grupa hydroksylowa ma pierwszeństwo przed tiolową; możliwe nazwy: 2-sulfanyloetanol (rekomendowana przez IUPAC), 2-merkaptoetanol, β-merkaptoetanol, 2-(tiohydroksy)etanol.

## Otrzymywanie tioli
Bezpośrednia reakcja halogenków alkilowych z wodorosiarczkiem sodu jest mało wydajna ze względu na powstawanie produktu dialkilowanego (tioeteru):
CH3CH2Br + NaSH  →   CH3CH2SH + NaBr
CH3CH2Br + CH3CH2SH  → (CH3CH2)2S + HBr
Jedną z metod otrzymywania tioli jest S-alkilowanie tiomocznika halogenkami alkilowymi. Powstająca sól izotiouroniowa może zostać wyizolowana i zhydrolizowana w warunkach zasadowych do tiolu, np.
C2H5Cl + (NH2)2CS → [C2H5−S−C(NH2)2]Cl
[C2H5−S−C(NH2)2]Cl + KOH + H2O → C2H5SH + 2NH3 + KCl + CO2